# Colibrí de flancs blancs
El colibrí de flancs blancs (Oreotrochilus leucopleurus) és una espècie d'ocell de la família dels troquílids (Trochilidae).

## Descripció
- Colibrí relativament gran amb una llargària de 13 cm.
- Mascle amb parts superiors gris olivaci amb lluentor verdosa. Gola verda. Pit i abdomen blanc amb una gran taca central blau fosc. Plomes centrals de la cua blau fosc i externes blanques.
- Femella amb parts superiors gris olivaci i inferiors blanquinoses. Gola pigallada de verd brillant.

## Hàbitat i distribució
Habita zones rocoses dels Andes del sud-est de Bolívia, oest de l'Argentina i centre de Xile.